# Iglesia Metodista Unida Central (Manila)
La Iglesia Metodista Unida Central es la primera iglesia protestante en Filipinas, ubicada a lo largo de la calle T.M. Kalaw en el distrito de Ermita, Manila. Fue fundada el 5 de marzo de 1899 durante la ocupación estadounidense, originalmente se llamó Iglesia Episcopal Metodista Central. La iglesia fue diseñada originalmente por Juan Arellano.

## Historia
La historia de la iglesia está estrechamente entrelazada con la de la Iglesia Metodista Unida de Knox principalmente porque las dos iglesias fueron el resultado de los lazos filipino-estadounidenses durante la rendición de Manila en 1898. A partir de entonces, el primer servicio protestante en Filipinas se llevó a cabo el 28 de agosto de 1898 y fue oficiado por el reverendo George C. Stull, al que asistieron tanto soldados estadounidenses como civiles filipinos.
Durante la guerra entre Filipinas y Estados Unidos, la congregación se separó del componente estadounidense, que transfirió sus servicios a la YMCA y se organizó en 1899.
Su primera capilla se completó el 23 de diciembre de 1901 y fue reemplazada por una estructura de piedra en noviembre de 1906. En 1932 fue elevada a catedral. Durante la Liberación de Manila en 1945, el UMC Central fue severamente dañado e inutilizado por los combates entre las tropas combinadas filipinas y estadounidenses y las fuerzas imperiales japonesas. Su congregación se reunió con Knox UMC hasta 1949, cuando Central UMC fue reconstruida en su sitio original a lo largo de la calle T.M. Kalaw.
Desde entonces, la membresía de Central UMC ha cambiado rápidamente de un grupo demográfico predominantemente estadounidense a un grupo demográfico mixto filipino y estadounidense.

## Galería

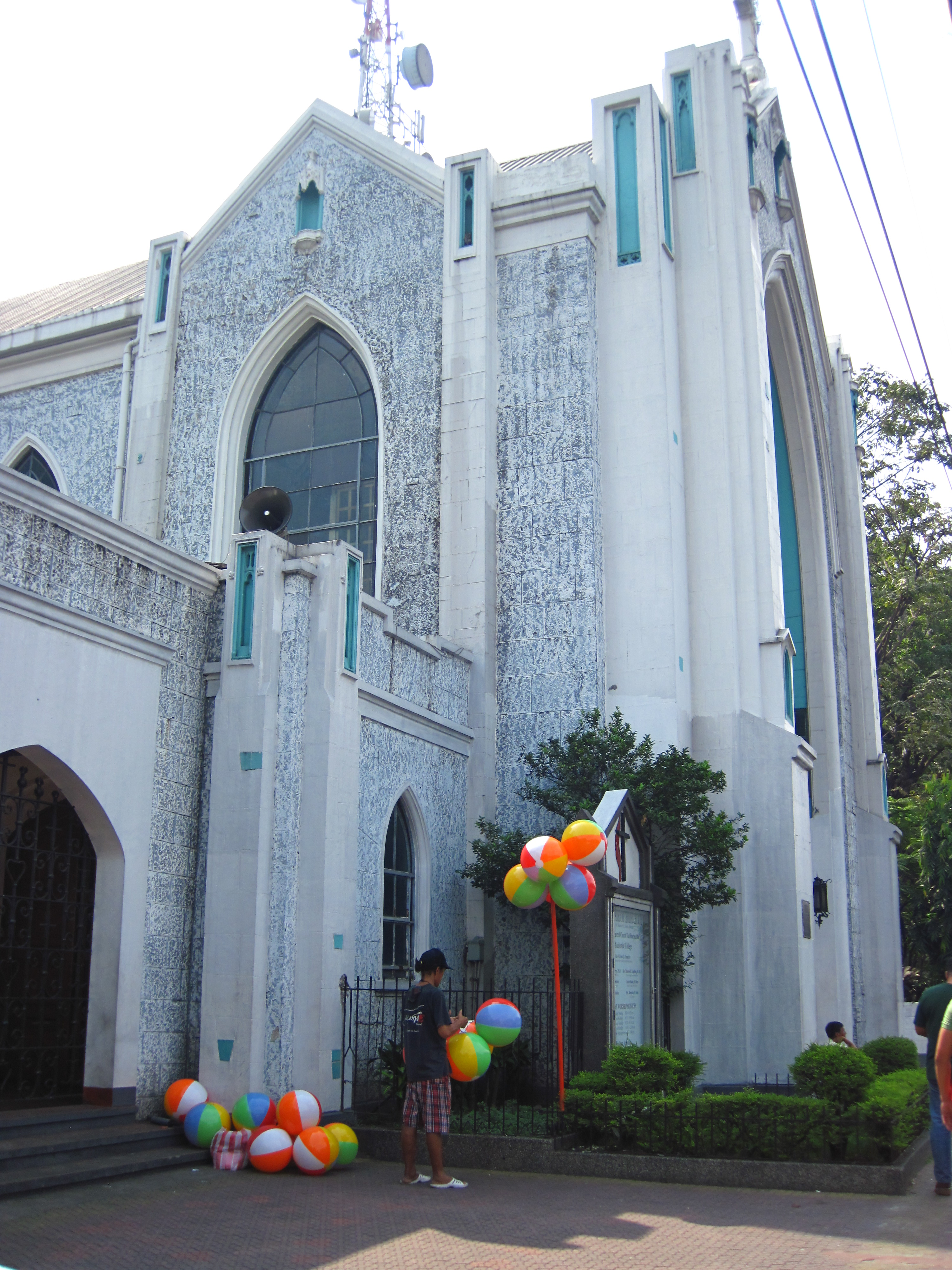
Lado externo izquierdo.
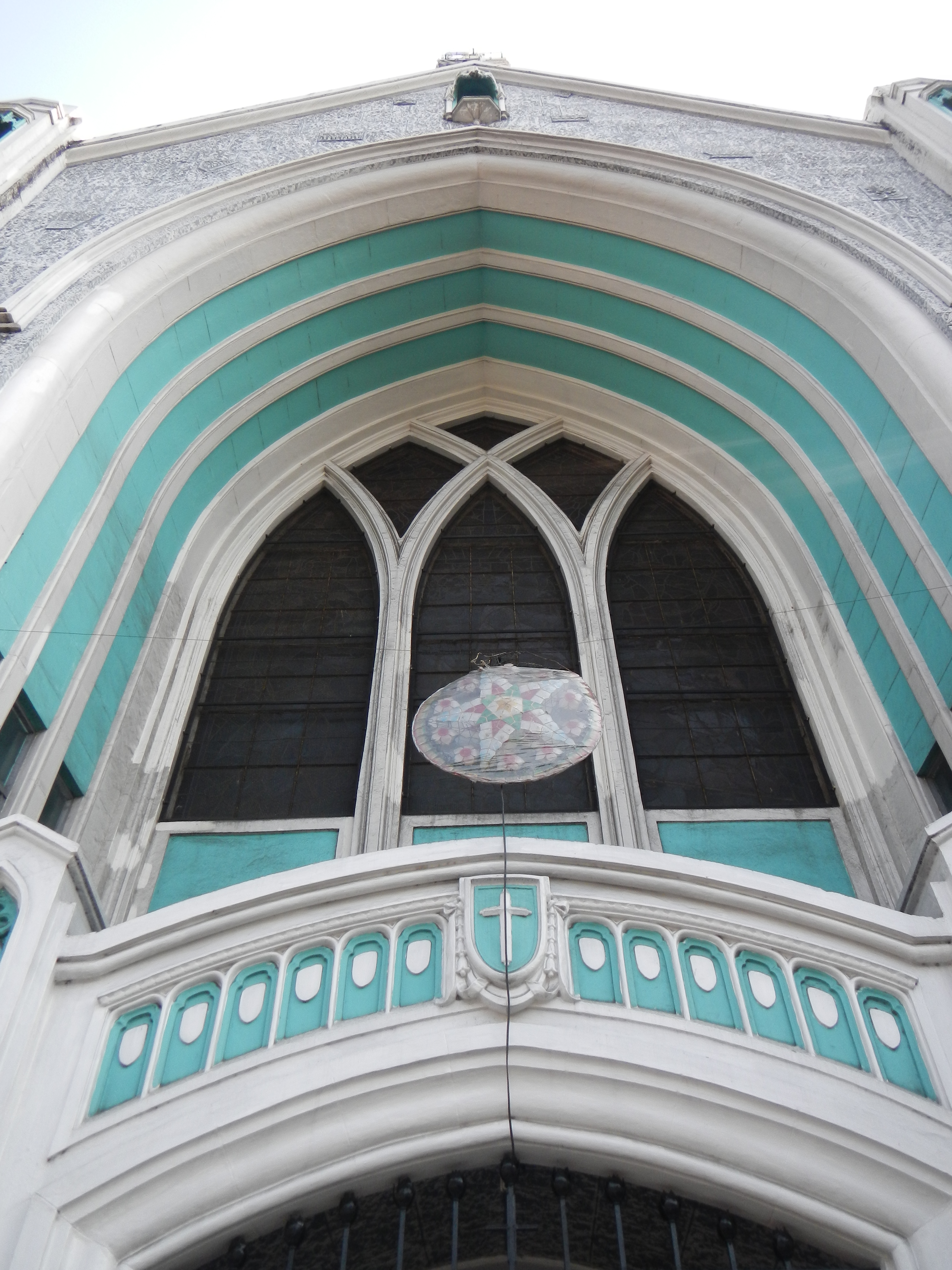
Detalles de la ventana del arco principal.
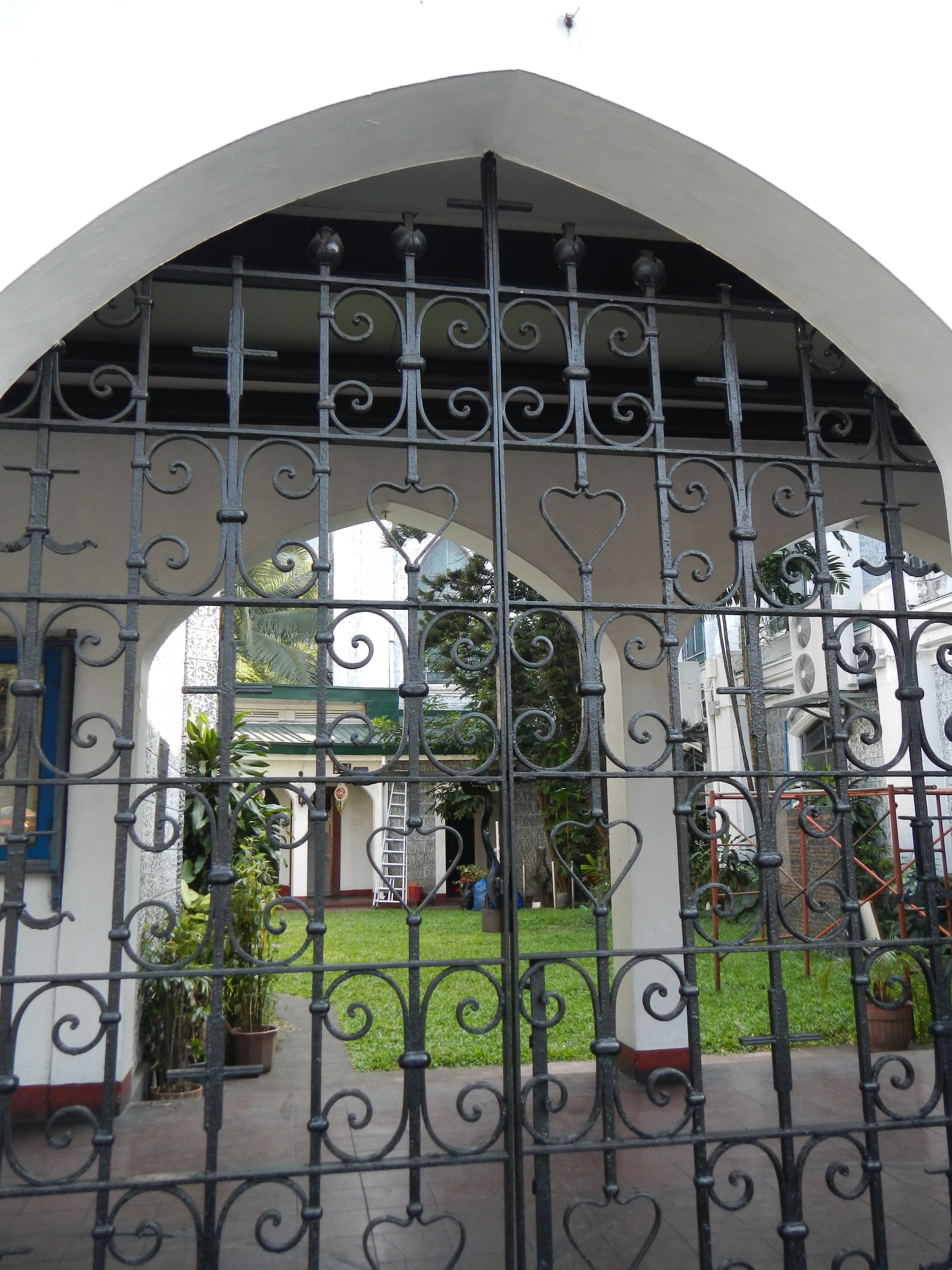
Detalles del Portal dentro de la iglesia.
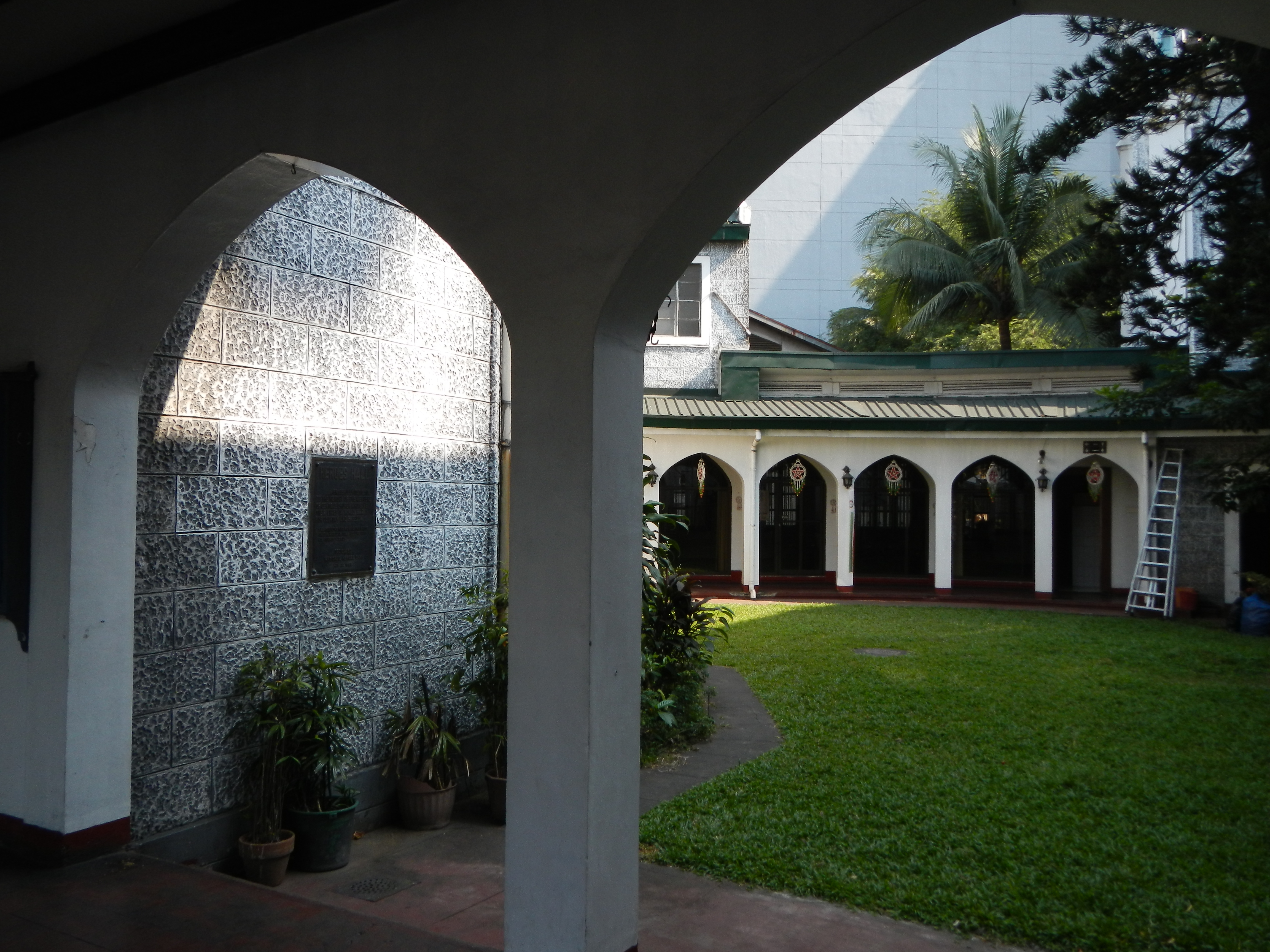
Arcos góticos dentro de la iglesia.
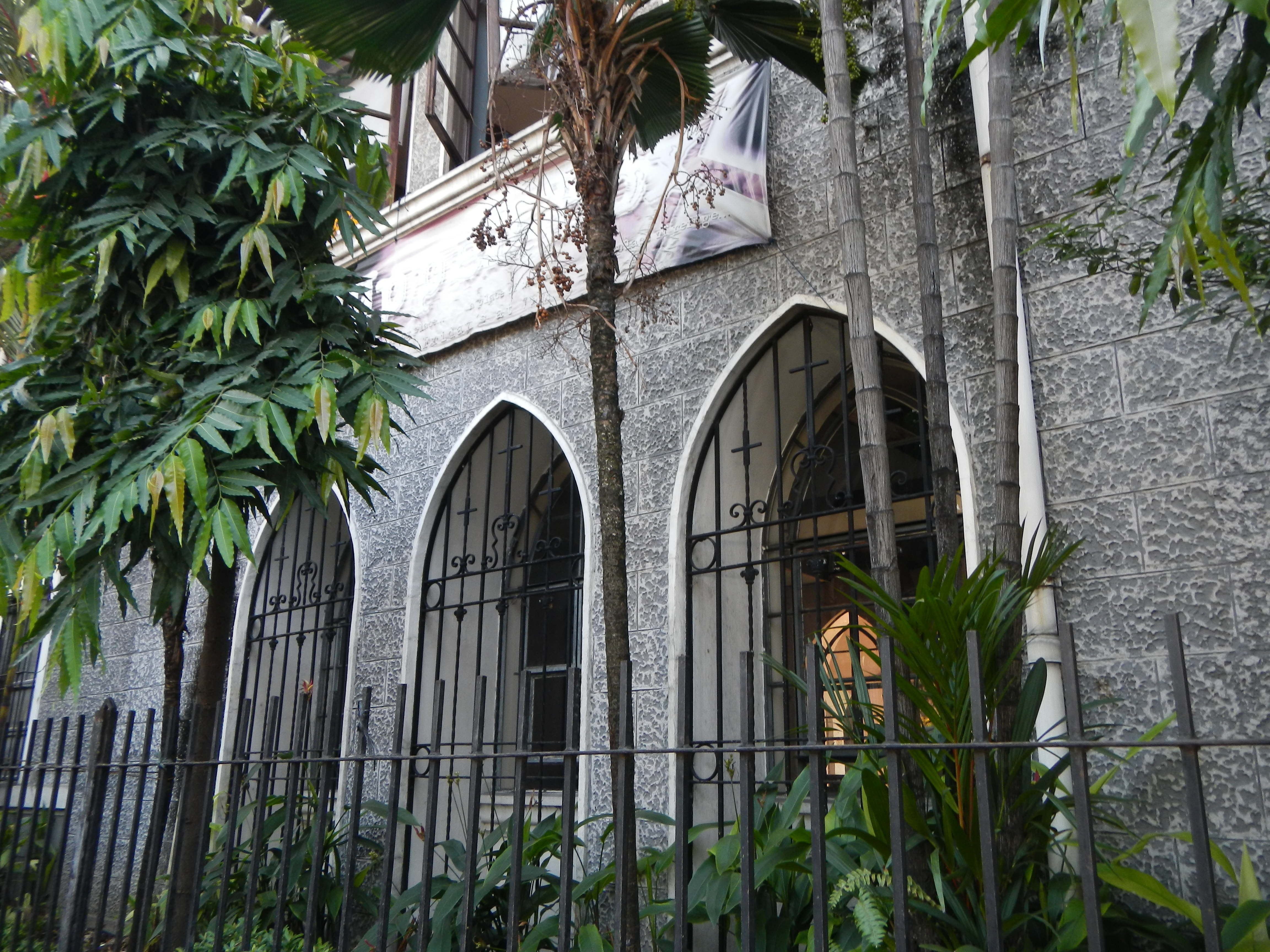
Portales góticos.
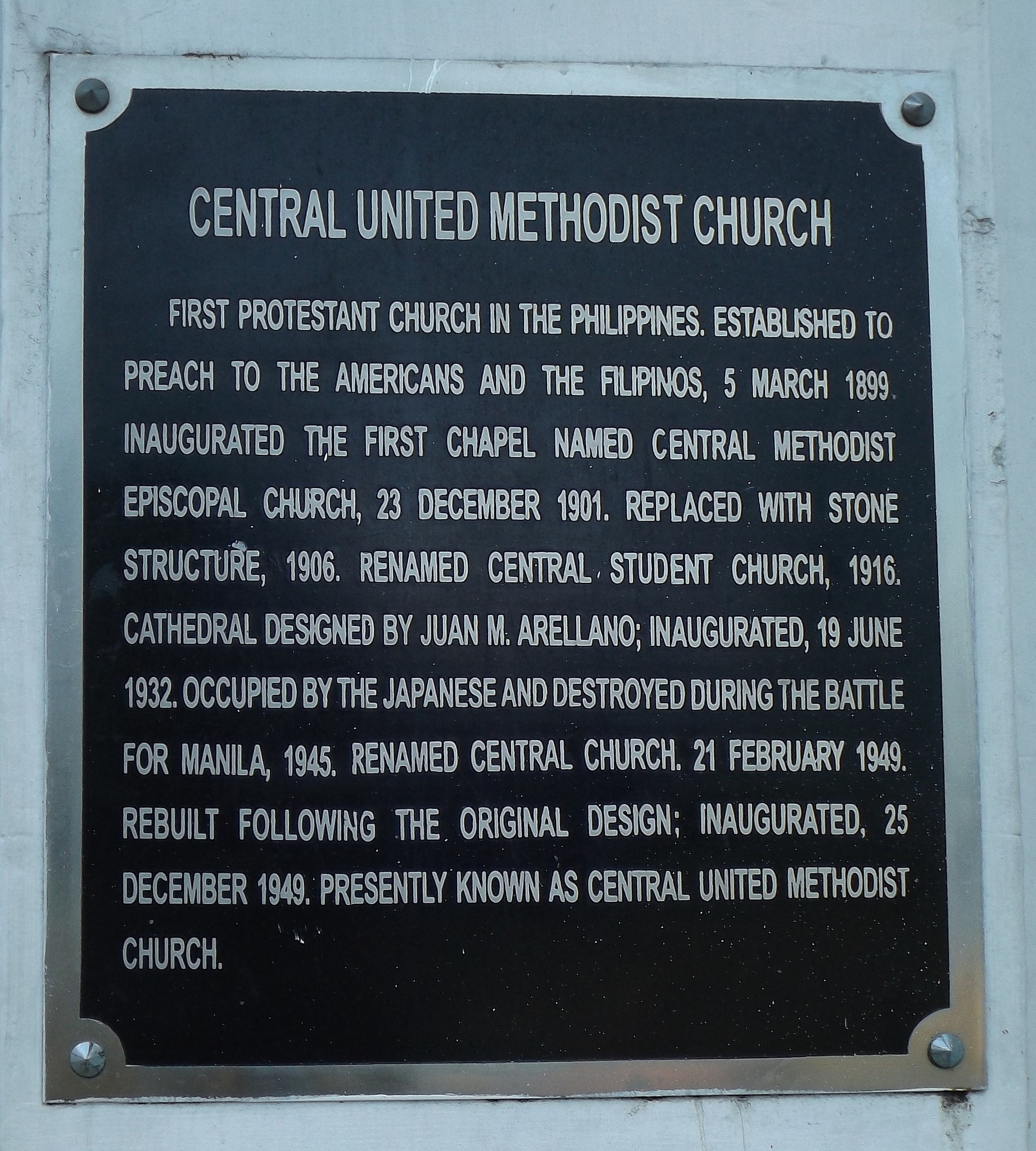
Marcador histórico en inglés.
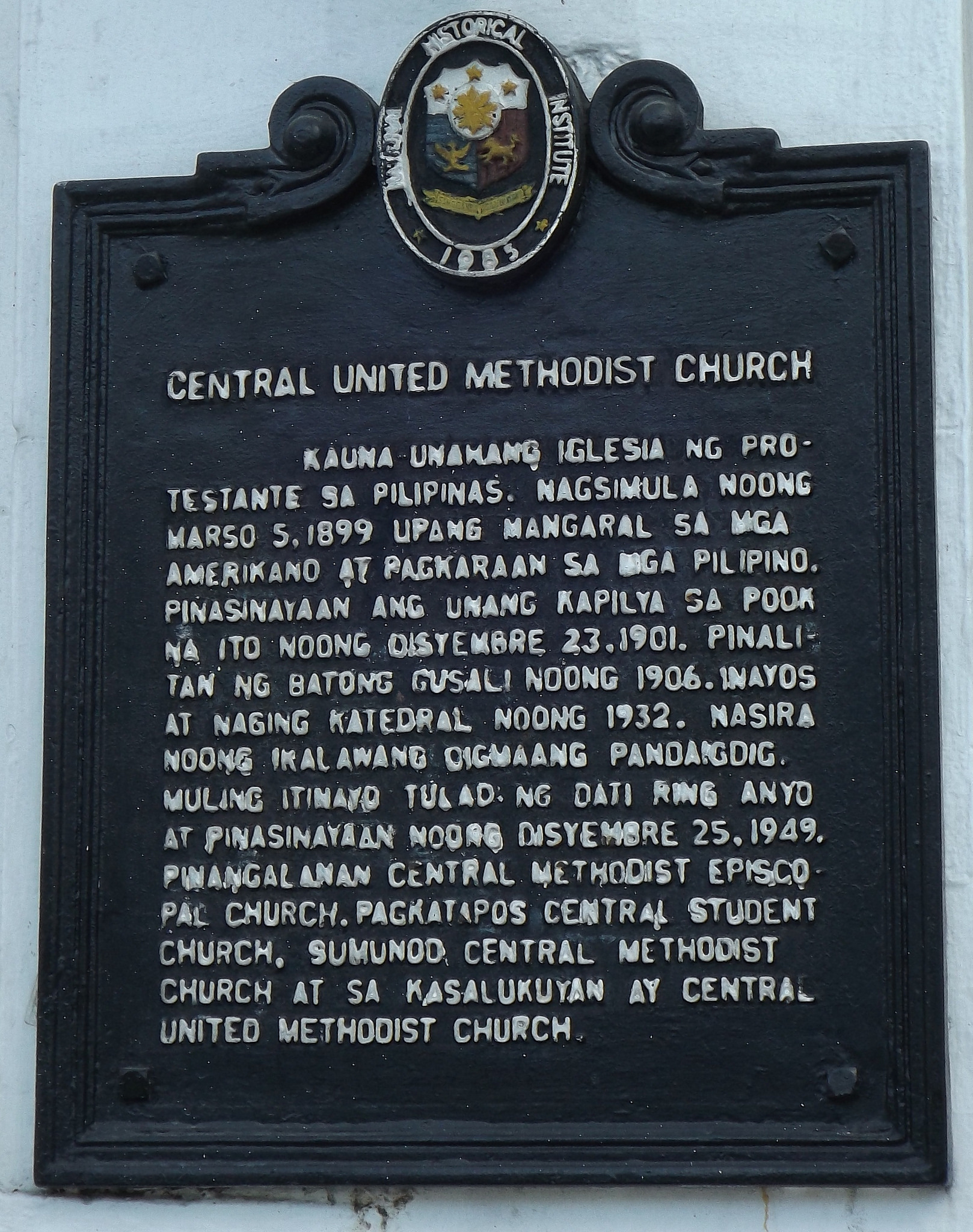
Marcador histórico en filipino.